# Fabian Schormair
Fabian Schormair, né le 23 octobre 1994 à Aichach, est un coureur cycliste et directeur sportif allemand.

## Biographie
En 2024, il arrête sa carrière de coureur. L'année suivante, il devient dirigeant pour la nouvelle équipe  Red Bull-Bora-Hansgrohe Rookies.

## Palmarès
- 2015
  - 3e de l'Erzgebirgsrundfahrt
- 2018
  - 1re étape du Bałtyk-Karkonosze Tour
- 2020
  - 2e du Grand Prix Alanya

## Classements mondiaux
| Année           | 2018   | 2019   |
| --------------- | ------ | ------ |
| UCI Europe Tour | 1 402e | 1 125e |